# Saraburi
Saraburi (in thailandese สระบุรี) è una città minore (thesaban mueang) della Thailandia di 59 263 abitanti (2020). Il territorio comunale occupa una parte del distretto di Mueang Saraburi, che è capoluogo della provincia omonima, nel gruppo regionale della Thailandia Centrale. È situata circa 130 km a nord Bangkok.